# Левинтон, Георгий Ахиллович
Гео́ргий Ахи́ллович Левинто́н (род. 15 ноября 1948, Ленинград) — советский и российский литературовед, фольклорист. Кандидат филологических наук, профессор факультета антропологии Европейского университета в Санкт-Петербурге.

## Биография
Родился в семье филолога, библиографа и переводчика Ахилла Григорьевича Левинтона (25 апреля 1913, Одесса — 1971, Ленинград), выпускника филологического факультета ЛГУ, кандидата филологических наук (1943). Мать — переводчица и литературовед-синолог, доктор филологических наук Ольга Лазаревна Фишман (1919—1986).
В 1966 году окончил школу № 30 (ныне физико-математический лицей). В 1964 году была попытка организовать в школе филологический класс, в который попал Георгий Левинтон.
В 1966—1971 годах учился на филологическом факультете Ленинградского государственного университета имени А. А. Жданова, специализировался по кафедре русской литературы. На вступительном экзамене в университет Левинтон вытянул экзаменационный билет с вопросом о Постановлении оргбюро ЦК ВКП(б) «О журналах „Звезда“ и „Ленинград“». Застал последний год семинара по фольклору профессора В. Я. Проппа. В 1971 году получил медаль за лучшую студенческую работу 1971 года — за дипломное сочинение «Бой отца с сыном в русской былине и других фольклорных традициях» (оппоненты Л. М. Ивлева и Б. Н. Путилов). С начала 1969 года участвовал в Тарту в научных конференциях (во время обучения в университете — студенческих). В Тартуских «Трудах по знаковым системам» в 1970 году также была опубликована первая печатная работа Левинтона.
После окончания университета несколько месяцев работал в библиотеке Ленинградского отделения Института востоковедения АН СССР. В 1972 году поступил в заочную аспирантуру Института славяноведения и балканистики АН СССР по специальности «славянские языки» и параллельно с осени 1972 года до 1974 года работал стажёром-исследователем в научной части Ленинградского государственного института театра, музыки и кинематографии (секция фольклора). К окончанию в 1975 году аспирантуры написал под руководством В. Н. Топорова диссертацию «К описанию, интерпретации и реконструкции славянского текста со специализированной прагматикой» (сам Левинтон определял тему по существу как лингвистические аспекты славянского свадебного обряда; по совету Вяч. Вс. Иванова название работы было изменено, чтобы подчеркнуть принадлежность к филологическим наукам, а не к этнографии). Защита диссертации была назначена на март 1976 года, но состоялась лишь в мае 1989 года; официальными оппонентами выступили Н. И. Толстой и Ю. С. Мартемьянов.
Весной 1989 года начал работать в Институте этнографии АН СССР (ленинградская часть) (в 1993 году был переименован в Музей антропологии и этнографии имени Петра Великого РАН (Кунсткамера)), где последовательно занимал должности младшего научного сотрудника (1989—1991), научного сотрудника (1991—1991), старшего научного сотрудника (1992—1996). С 1996 года — профессор факультета этнологии (ныне — антропологии) Европейского университета в Санкт-Петербурге.
Был женат на филологе Ларисе Степановой (1941—2009), дочери академика Г. В. Степанова.

## Научная деятельность
Область научных интересов и исследований:
- Фольклор: русский (былины, сказки, песни, обрядовый фольклор, постфольклор) и славянский (эпос, реконструкция праславянских формул), поэтика фольклора (в частности, формульная теория), жанры, отдельные сюжеты и мотивы.
- Этнология: исследование обрядов, прежде всего семейных (жизненного цикла), мифологии, поверий и представлений/
- Литература: общая поэтика, русская литература (от Ломоносова до наших дней, в частности Пушкин, А. К. Толстой), в особенности поэзия XX в. (прежде всего Мандельштам, но занимался также Блоком, Анненским, Ахматовой, Гумилевым, Хлебниковым, Бродским и др.), меньше — проза (Достоевский, Набоков), взаимоотношение литературы и фольклора (то есть фольклоризм и мифологизм в литературе).
- Семиотика.
- Лингвистика: этимология, билингвизм в поэзии, историческая лексикология и семантика, лингвистические аспекты поэтики и этнологии[2].

## Преподавательская деятельность и деятельность в сфере образования
В 1992—1994 годах читал лекции в Еврейском университете и Восточном институте. Осенью 1995 года читал лекции на открытых аспирантских курсах в Европейском университете в Санкт-Петербурге.
В Европейском университете в Санкт-Петербурге преподаёт дисциплины: «Филология в системе современного гуманитарного знания», «Фольклор и миф».